# Humanist Association of Ireland
La Humanist Association of Ireland (HAI en abrégé, Association humaniste d'Irlande en français) est une organisation irlandaise fondée en 1993 dont le but est de promouvoir l'humanisme, décrite comme :

« Une philosophie éthique de vie, basée sur l'intérêt pour l'humanité dans son ensemble, et sur l'être humain en tant qu'individu en particulier. Cette vision de la vie combine la raison et la compassion. Elle est faite pour les personnes qui se fondent sur les vérités du monde naturel et de son évolution, et non sur la croyance en des forces surnaturelles. »

L'organisation organise chaque année la journée Darwin au Trinity College et organise des alternatives humanistes aux cérémonies de mariage, de baptême et de funérailles.
Membre à part entière de la Fédération humaniste européenne, elle est aussi affiliée à l'Union internationale humaniste et éthique (IHEU), et son symbole officiel est l'Humain heureux.